# 喬震蕃
喬震蕃（1618年—？），字象昇，號笃生。山西猗氏縣人，清朝政治人物、進士出身。

## 生平
明崇祯十二年（1639年）己卯科山西乡试第四十八名举人，清顺治三年进士，授山东巨野知县，當時曹县李化鲸作亂，圍攻巨野城，喬震蕃带领士民守衛三昼夜的连续进攻，均獲勝。之後因病辭職歸鄉，不久去世。